# Arnika (výšková budova)
Výšková budova Arnika je 20patrový rezidenční komplex 260 bytů v Jabloňové ulici č. o. 11 v Praze 10 – Záběhlicích, sídliště Zahradní Město-západ.
Budova byla postavena v letech 1972–1974 v oblasti sídliště Zahradní Město-západ, o několik let později než bytové bloky v okolí. V její blízkosti se nachází autobusové zastávky (Poliklinika Zahradní Město, Jesenická), obchodní dům Květ a poliklinika. Původně šlo o „stavbařský hotel“, tzn. o ubytovnu pro pracovníky na stavbách, v 90. letech se stal hotelem Arnica, v letech 1998–1999 prošla budova kompletní rekonstrukcí, po níž se z hotelu Arnica stal bytový komplex.
Výška budovy je přibližně 73 metrů, s anténou 75.
Autory komplexu, který tvoří jak obchodní dům Květ, tak budova Arnika s obchodním parterem, byli Vladimír Sýkora a Jiří Hromas. Pro zajímavou kompozici hmot v kombinaci s průchody a promenádní plochou byl v roce 1966 návrh oceněn na mezinárodní přehlídce architektonických prací.

## Galerie

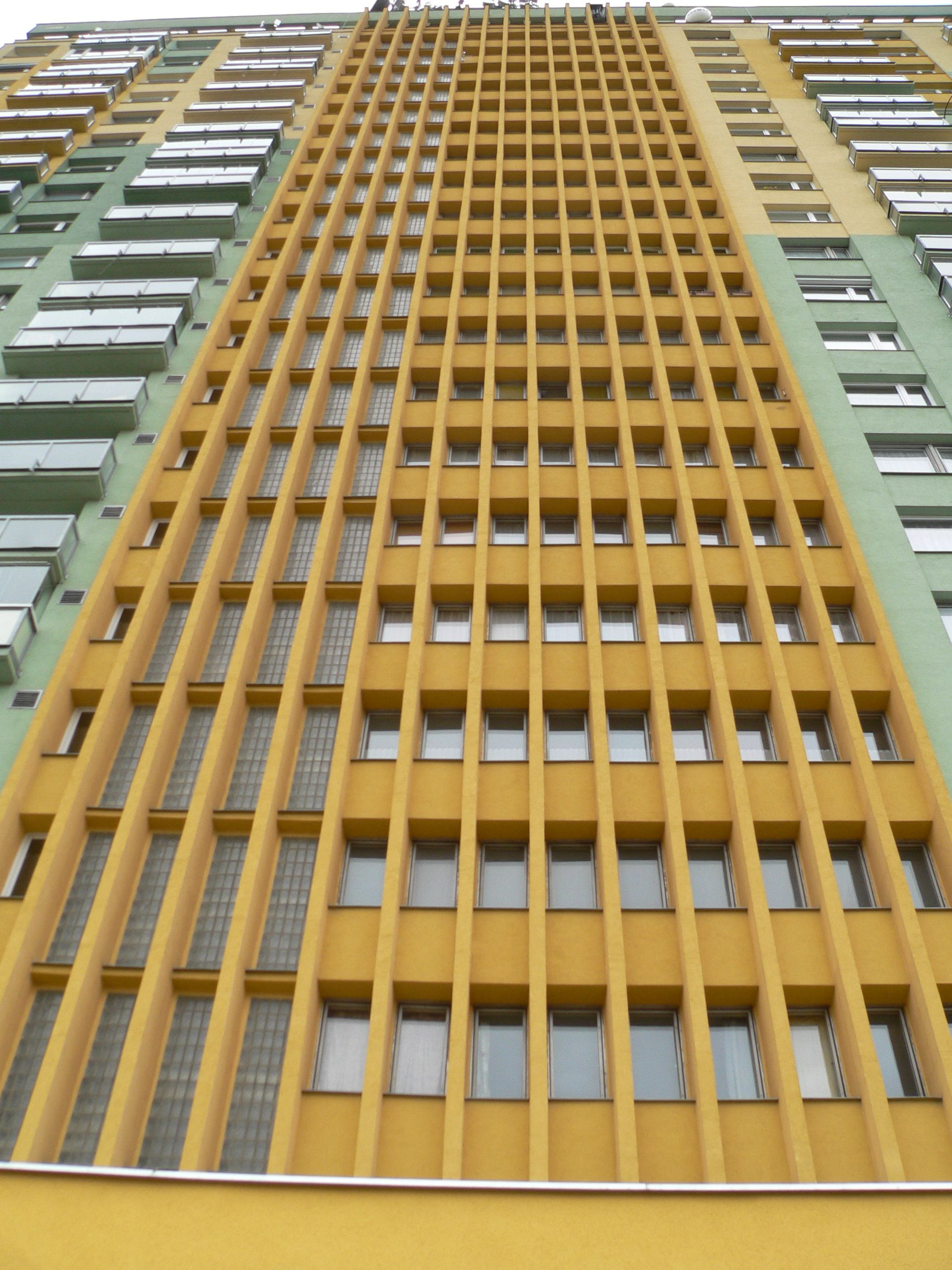
Detail západní fasády
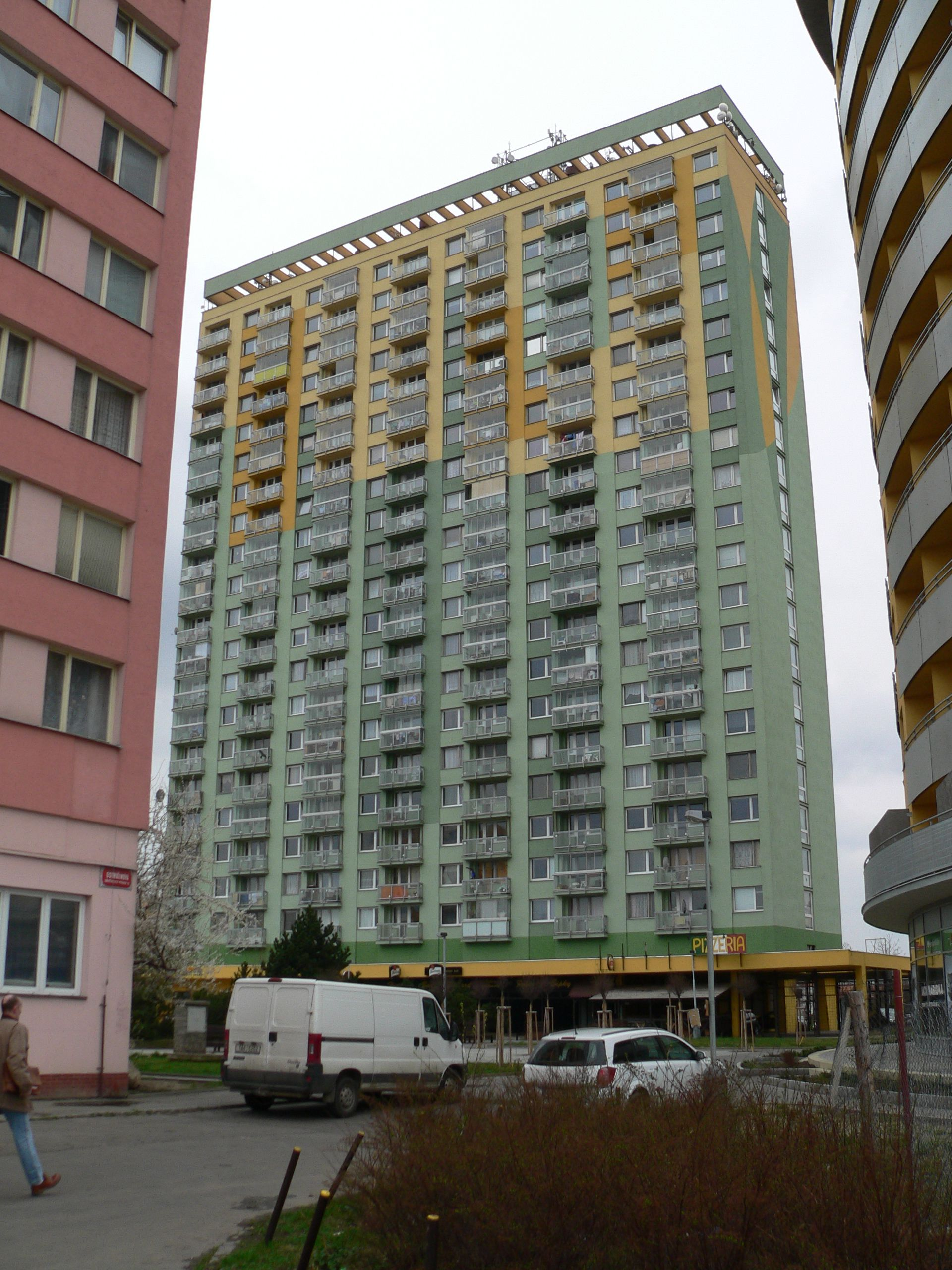
Východní fasáda
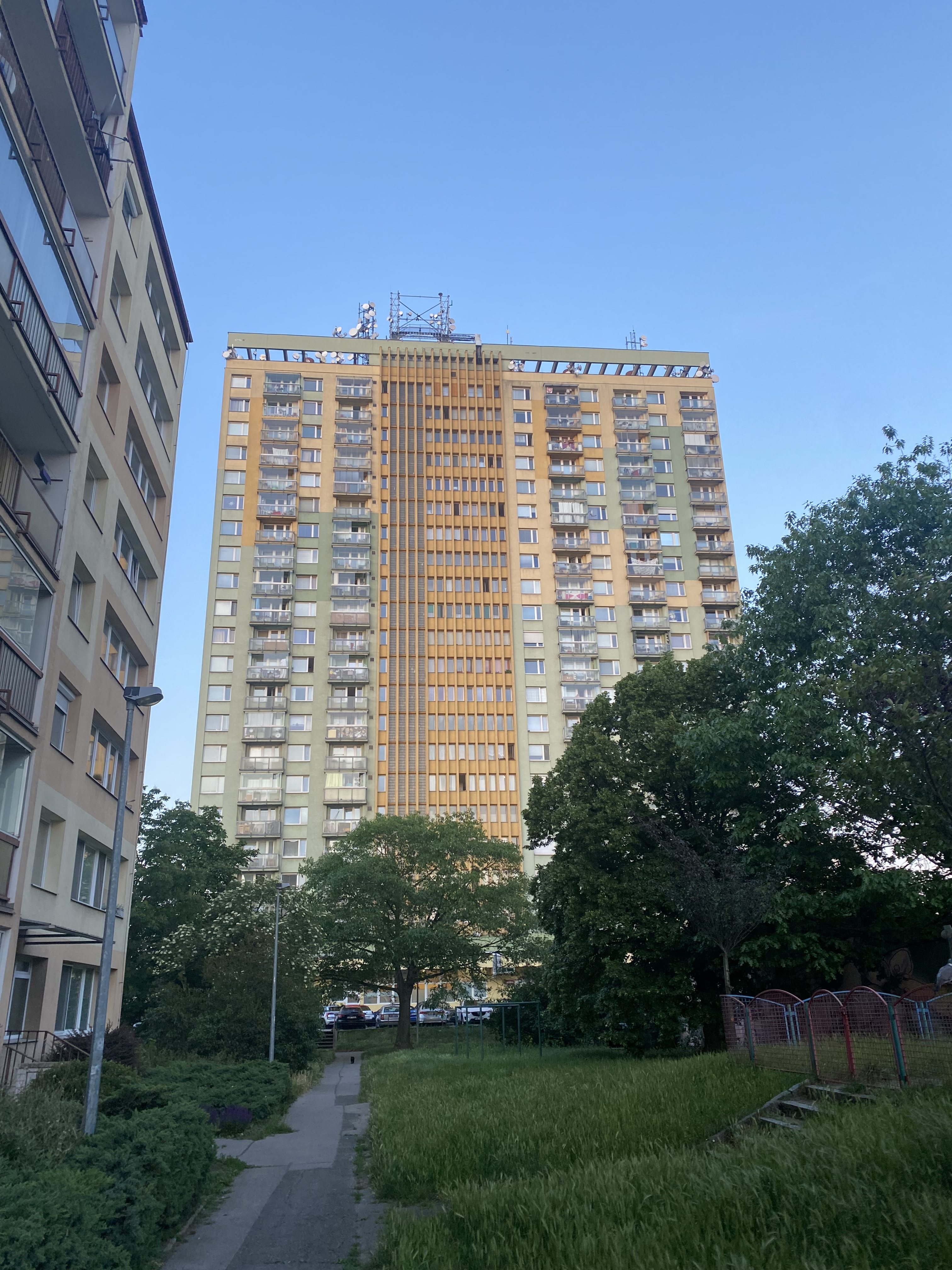
Západní strana objektu (2024)